# Jennifer Crupi
Jennifer Crupi (nascida em 1973) é uma metalúrgica norte-americana conhecida pelas suas jóias não convencionais.
Crupi nasceu em Red Bank, New Jersey, mas vive em Oceanport. Formada pela Cooper Union e pela State University of New York em New Paltz, ela cria jóias projectadas para distorcer os gestos comuns feitos pelo corpo humano e que são influenciadas pela linguagem corporal humana tradicional. Muito do seu trabalho usa prata esterlina e alumínio na sua construção. Crupi esteve entre os artistas apresentados na exposição "40 Under 40: Craft Futures" na Renwick Gallery do Museu Smithsoniano de Arte Americana, e uma das suas peças foi posteriormente acessada pelo museu. Ela faz parte do corpo docente da Kean University.